# Zalaszentmihály
Zalaszentmihály je vas na Madžarskem, ki upravno spada pod podregijo Zalaegerszegi Županije Zala.